# 尼德河
尼德河（德语，德語發音：[niːt]，法語發音：[nje]）是西歐的河流，屬於萨尔河的左支流，流經法國洛林和德國薩爾蘭，河道全長114公里，流域面積1,370平方公里，平均流量每秒13立方米。

## 外部連結
- http://www.geoportail.fr （页面存档备份，存于）
- Sandre数据库中的尼德河